# Tibracana
Tibracana är ett släkte av fjärilar. Tibracana ingår i familjen nattflyn.
Kladogram enligt Catalogue of Life:
| Tibracana | \| \| Tibracana gnoma \| \| \| \| \| \| Tibracana xanthialis \| \| \| \| |
|           | \| \| Tibracana gnoma \| \| \| \| \| \| Tibracana xanthialis \| \| \| \| |
|           | Tibracana gnoma                                                          |
|           |                                                                          |
|           | Tibracana xanthialis                                                     |
|           |                                                                          |